# VCDHD

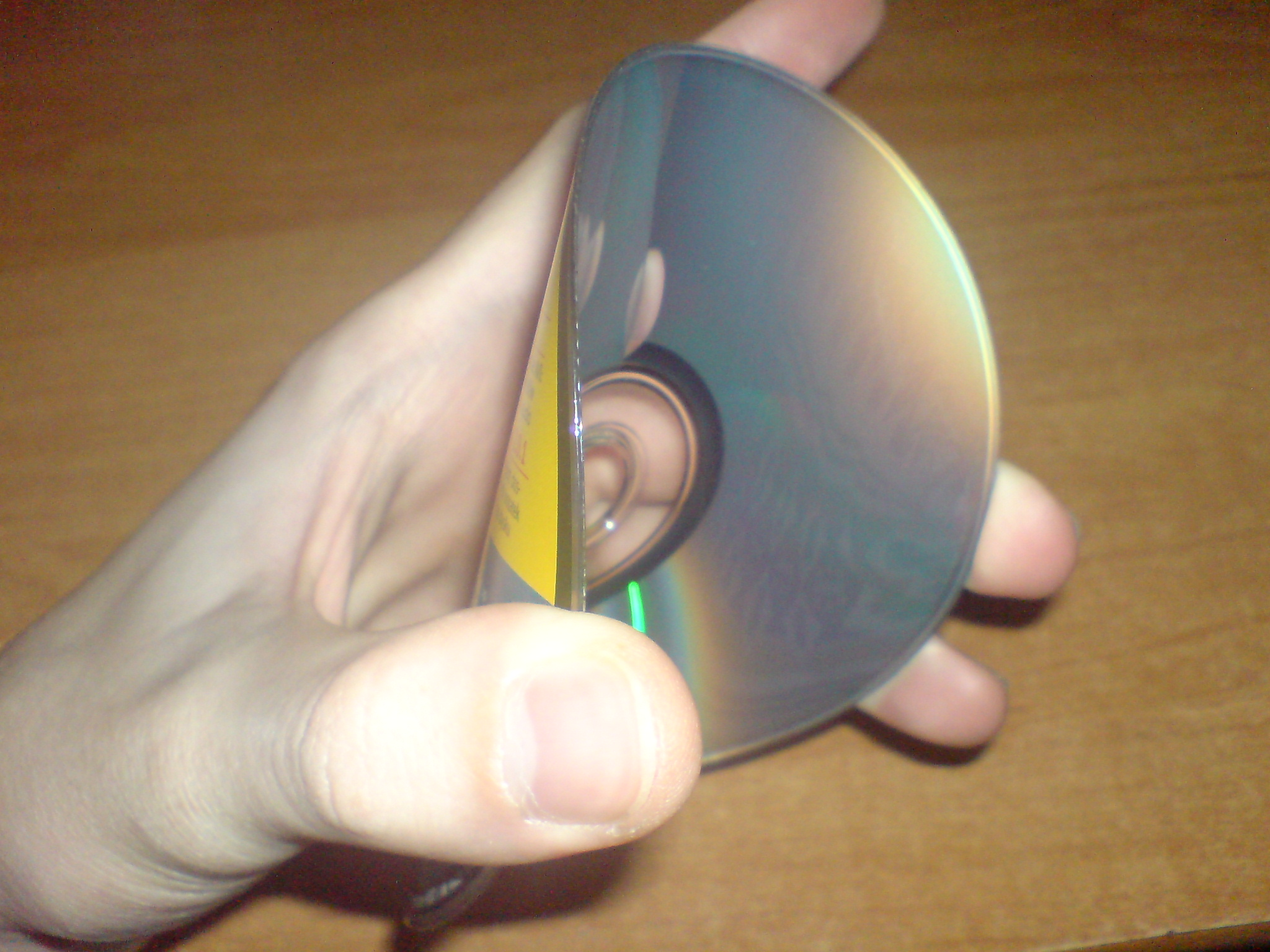
DVHD disc showing its elasticity

VCDHD, скорочення від англ. Versatile Compact Disc High Density (дослівно укр. Універсальний Компактний Диск Високої Місткості) — стандарт оптичних дисків, подібних до CD чи DVD. Технологія VCDHD була винайдена у Японії, Нідерландах і Польщі.
Ємність VCDHD носія складає 4,7 ГБ, тобто така як у звичайного одношарового DVD диску. За твердженням офіційоного сайту, випробування у лабораторії Philips довели повну сумісність дисків з сучасними DVD програвачами. Використовуючи технологію блакитного лазеру замість чинної, ємність дисків можливо збільшити до 15 ГБ.
Головні переваги цього формату:
- кращий опір подряпинам у порівнянні з DVD
- схуднення до 0.6 мм (в порівнянні з 1.2 мм DVD)
- висока еластичність та залишковий опір до згинання
- низька ціна виробництва і час (приблизно 2 секунди для VCDHD, у порівнянні з DVD час виробництва скоротився приблизно в 3 рази)
- рівень дефектів виробництва складає лише 1%
- формат не потребує DVD ліцензії для виробництва
- правильно працює в більшості DVD приводів

Найпопулярніший у Росії, Україні й Польщі.